# Panenka (penal)
Una panenka és una manera de tirar un penal en un partit de futbol. Es colpeja la pilota fent-li un cop suau a la part inferior amb la punta del peu, intentant que entri a la porteria passant per sobre el porter amb una mena de vaselina. El llançador ha de preparar el tir simulant que xutarà fort, intentant enganyar el porter per tal que es llenci cap a un costat. Si aquest no cau en el parany, acostuma a aturar el xut, que li arriba fluix i pel centre de la porteria.

## Història

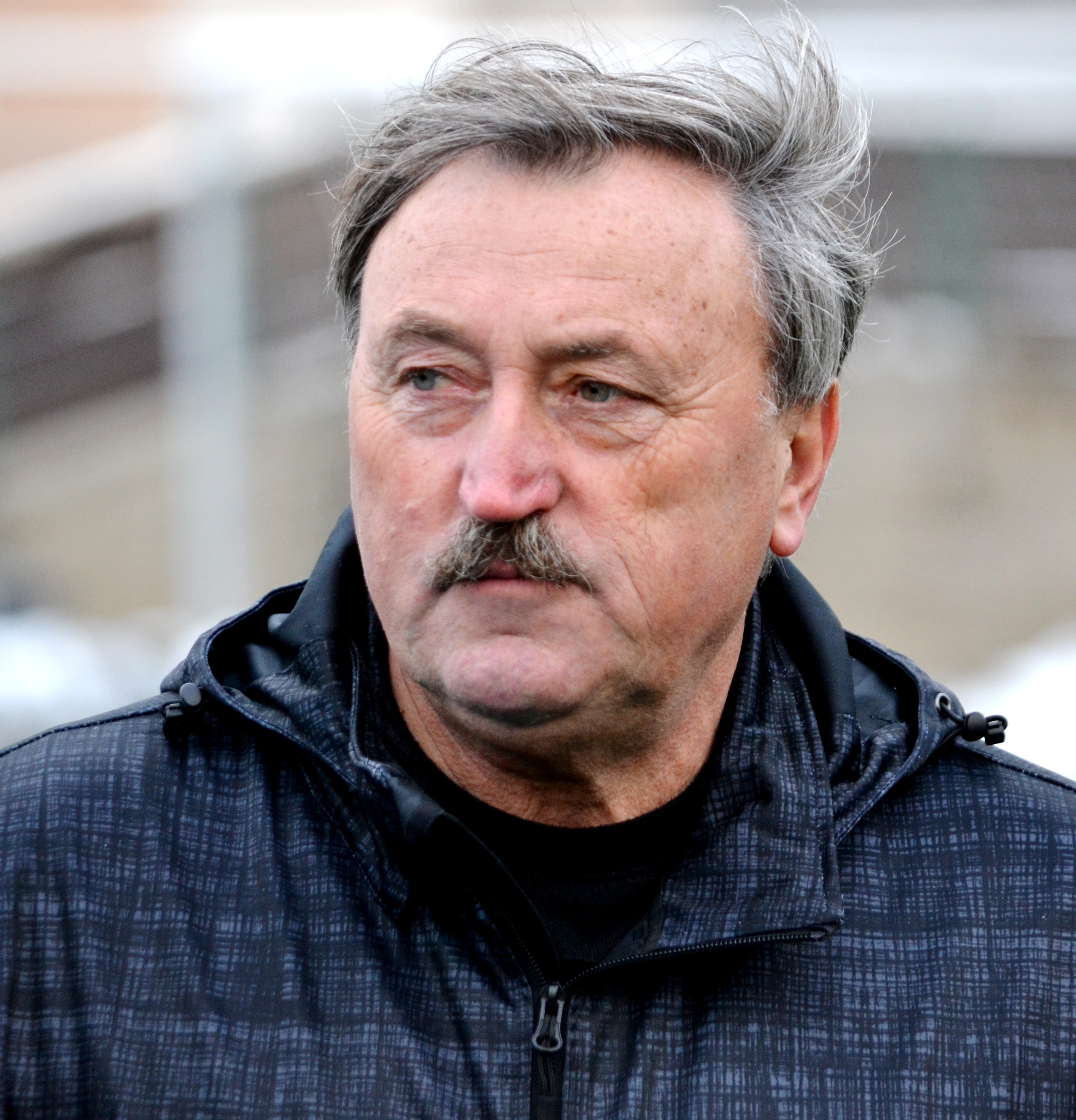
Antonin Panenka

Va ser utilitzat per primer cop pel txecoslovac Antonín Panenka en la final de l'Eurocopa de 1976 que el seu equip va jugar contra l'Alemanya Federal, en la tanda de penals.
Txecoslovàquia arribava al cinquè llançament per davant en el marcador, per 4-3. Es disposava a llençar Panenka, i quan anava a colpejar la pilota va veure que el porter es decantava cap al lloc per on havia pensat fer passar la pilota. Panenka va acabar xutant amb la punta de la bota per la part inferior de la pilota, introduint el baló al mig de la porteria amb una vaselina a la qual el porter Sepp Maier no va poder fer res, donant l'Eurocopa a Txecoslovàquia.

## Altres persones que l'han usat
- Zinédine Zidane, en la final del Mundial de 2006.[3]
- El porter Mickaël Landreau va llançar-ne un en la tanda de penals disputada durant la final de la copa francesa de 2004, que va aturar el rival.[4]

## Curiositats
El juny de 2011 es va crear una revista sobre cultura futbolística en castellà amb el seu nom.